# Saxifraga nevadensis
Saxifraga nevadensis är en stenbräckeväxtart som beskrevs av Pierre Edmond Boissier. Saxifraga nevadensis ingår i Bräckesläktet som ingår i familjen stenbräckeväxter. Inga underarter finns listade i Catalogue of Life.